# Aufgabenkritik
Unter Aufgabenkritik versteht man die Überprüfung einer von der öffentlichen Verwaltung bislang wahrgenommenen Aufgabe unter der Fragestellung,
- ob die Aufgabe überhaupt, teilweise oder gar nicht (mehr) wahrgenommen werden muss und
- ob die Art der Aufgabenwahrnehmung sachgerecht und wirtschaftlich ist.

Aufgabenkritik wird im Koalitionsvertrag des Kabinetts Merkel II (17. Legislaturperiode) als eine Basismaßnahme zur durchgreifenden Modernisierung der Bundesverwaltung aufgeführt.
Aufgabenkritik ist auch in den Bundesländern ein Instrument der Verwaltungsmodernisierung. So ist sie der zentrale Ansatz im Gesetz über Ziele und Vorgaben zur Modernisierung der Landesverwaltung (VerwModG) in Brandenburg.

## Aufgabe
Als Aufgabe wird
- jede Aufforderung an die Verwaltung,
- wiederholt
- gleichartig tätig zu werden,

verstanden. Nicht als Aufgabe im Sinne dieser Begriffsdefinition gelten einmalige Tätigkeiten (z. B. Projekte), es sei denn, die Aufforderung ist auf die wiederholte Erbringung einmaliger Tätigkeiten ausgerichtet.
Die Aufforderung zum Tätigwerden kann in einer Rechtsvorschrift enthalten sein (Pflichtaufgaben). Sie kann aber auch in einer Vorgabe der politischen oder administrativen Führung der Verwaltung bestehen (freiwillige Aufgaben).
Die „Aufgabe“ unterscheidet sich von einer einzelnen Tätigkeit in der Weise, dass die Aufgabenerledigung einen Geschäftsprozess beschreibt, der aus verschiedenen Tätigkeiten zusammengesetzt sein kann. Kennzeichnend ist zudem, dass es einen Input (Ressourceneinsatz) und einen Output (Ergebnis oder Produkt) gibt.

## Zweck- und Vollzugskritik
Klassischerweise wird Aufgabenkritik als Oberbegriff für Zweckkritik (das „ob“ der Aufgabe und wer sie ausführt) und Vollzugskritik verstanden, wobei letztere auch als Geschäftsprozessanalyse firmiert. Aufgabenkritik, die durch ein strategisches Controlling erfolgen kann, ist in regelmäßigen Abständen zu wiederholen, insbesondere sollte sie zwingend sein, bevor kostenverursachende Maßnahmen erfolgen, z. B. bevor ein Geschäftsprozess digitalisiert wird. Aufgabenkritik bedeutet ein Hinterfragen in alle Richtungen, kann also auch die Notwendigkeit eines vermehrten Ressourceneinsatzes ergeben.
Zweckkritik ist ein Teil der Aufgabenkritik, der ein hohes Einsparpotential verspricht und der bei begrenzten Ressourcen den Weg zur Priorisierung von Aufgaben öffnet. Während die Geschäftsprozessoptimierung (Vollzugskritik) Ressourcen einspart, die sich aus einer Verkürzung oder Verschlankung eines Prozesses ergeben, hinterfragt die Zweckkritik die Aufgabe und damit den gesamten Prozess auf dessen Notwendigkeit.
Ergebnisse einer Zweckkritik können sein:
- Vollständige Einstellung der Aufgabe
- Teilweise Einstellung
- Verlagerung der Aufgabe auf einen anderen, internen Aufgabenträger
- Verlagerung der Aufgabe auf einen externen Aufgabenträger (Outsourcing)
- Ausbau der Aufgabe

Denkbar sind auch Mischergebnisse wie z. B. teilweise Einstellung einer Aufgabe und anschließendes Outsourcing.

## Systematischer Prozess
Um Aufgabenkritik von sonstigen Prozessen der Umorganisation oder Einführung neuer Arbeitstechniken und -methoden in der Verwaltung abzugrenzen, ist sie in einen systematischen Prozess einzubetten.
Ein solcher Prozess ist gegeben, wenn z. B. alle Aufgaben einer Behörde erfasst, sortiert und hinsichtlich ihrer Geschäftsabläufe konkret untersucht werden.
Eine besondere Herausforderung bei der Aufgabenerfassung stellt die Erfassungstiefe dar. Werden Aufgaben eines kompletten Verwaltungsbereichs erfasst, ist es regelmäßig notwendig, die Erfassungstiefe zentral auszusteuern.
Der Prozess kann Top-down oder Bottom-up organisiert werden. Bei einem Top-down-Prozess gehen die entscheidenden Impulse von den Führungskräften aus. Demgegenüber setzt ein Bottom-up-Prozess bei den Beschäftigten an.

## Kritik der Aufgabenkritik

### Aufgabenkritik und Personalabbau
Vielfach wird Aufgabenkritik mit dem Ziel verbunden, Ressourcen einzusparen. Insbesondere der Abbau von Personal soll vielfach mittels aufgabenkritischer Prozesse untersetzt werden.
Dies funktioniert aber nicht oder nur sehr eingeschränkt. Auch von  Beschäftigten im öffentlichen Dienst ist regelmäßig nicht zu erwarten, dass sie ihre eigenen Arbeitsplätze oder Dienstposten zur Disposition stellen. Führungskräfte definieren ihre Funktion über das Merkmal „Führung“. Aufgabenkritik kann dazu führen, dass ihre Führungsfunktionen eingeschränkt werden oder ganz entfallen. Dies kann im Ergebnis daher sogar zum Gegenteil führen, so dass versucht werden könnte, mittels Aufgabekritik ein möglichst hohes Erfordernis an personellen Ressourcen zu rechtfertigen.
Erfolgreicher können aufgabenkritische Prozesse verlaufen, wenn sie nach der politischen Festlegung von Einsparzielen darauf ausgerichtet werden, unzumutbare Arbeitsverdichtungen für die Beschäftigten zu vermeiden.

### Aufgabenkritik und Politik
Aufgabenkritik ist letztlich ein politischer Prozess. Die vollständige Streichung von Aufgaben bedarf zumindest bei gesetzlich verankerten Pflichtaufgaben der Mitwirkung der Legislative.
Zwar wird von Seiten der Abgeordneten vielfach abstrakt Aufgabenkritik gefordert, aber wenn es dann um konkrete Vorschläge geht, setzen sich in den Parlamenten häufig Lobbyinteressen durch. Dies gilt auch für die Intensität der Aufgabenwahrnehmung oder die Art und Weise ihrer Erledigung (Vollzugskritik).
Aufgabenkritische Prozesse leiden zudem darunter, dass Verantwortlichkeiten hin- und hergeschoben werden. Die Politik erwartet Vorschläge von der Verwaltung, welche Aufgaben entfallen können oder wie die Aufgabenerledigung effizienter gestaltet werden könnte. Umgekehrt fordert die Verwaltung Signale von der Politik, doch endlich zu sagen, wo man mit der Aufgabenkritik ansetzen soll.